# Pizza estilo Boston
La pizza estilo Boston (en inglés Boston-style pizza) es una variedad de pizza, tradicionalmente elaborada abierta, como la focaccia, nacida como variante autónoma de la Pizza estilo Chicago. Este tipo de pizza tiene una base de pan honda y crujiente, y puede estar rellena de queso, salsa de tomate u otros ingredientes. Se caracteriza por ser un poco más baja y menos espesa que su variante de Chicago, aunque más alta que la Pizza estilo Nueva York. 

## Preparación
Se elabora colocando una de masa de pan en una sartén honda y redonda, levantándola hasta el borde. El borde se rellena con unas tiras de queso envueltas en la masa para que se derritan al horno. Luego se hornea antes de agregar los demás ingredientes. Sucesivamente, se añaden ingredientes como queso, tomate, setas, cebolla y pimiento, y se vuelve a hornear.